# Stora Vilången (naturreservat)
Stora Vilången är ett naturreservat i Storfors och Kristinehamns kommun i Värmlands län.
Området är naturskyddat sedan 2004 (domänreservat från 1939) och är 108 hektar stort. Reservatet omfattar södra delen av Stora Vilången med stränder. Närmast sjön finns gammal tallskog och strandkärr med små tallbevuxna fastmarksholmar. 